# Суперкубок Казахстану з футболу
Суперку́бок Казахста́ну з футбо́лу — одноматчевий турнір, в якому грають чемпіон і володар Кубка Казахстану попереднього сезону.

## Історія
Перший розіграш відбувся у 1995 році, після чого турнір більше 10 років не проводився. Був відновлений 2008 року. У 2009 році розіграш було вирішено не проводити, оскільки «Актобе» 2008 року виграв і чемпіонат, і кубок. З 2010 року проводиться щорічно.

## Формат
Матчем за Суперкубок офіційно відкривається черговий футбольний сезон у Казахстані (як правило, за тиждень до першого туру чемпіонату). Проводиться у форматі одного матчу, в якому грають чемпіон і володар Кубка Казахстану попереднього сезону. З 2016 року, якщо одна команда перемагає і в чемпіонаті, і в кубку, то її суперником стає віце-чемпіон попереднього сезону. Якщо основний час матчу закінчується внічию, то призначається додатковий: 2 тайми по 15 хвилин кожний. Якщо і після завершення додаткового часу переможця не виявлено, то призначається серія пенальті. У 2021 році проводився за участю 4 команд (3 призерів та володаря кубка). У 2021 році формат турніру було змінено: замість одного матчу проводилися півфінали, зустріч за 3-е місце та фінал. До участі у турнірі допускалися всі призери чемпіонату Казахстану минулого сезону та володар Кубка Казахстану, але оскільки останній не було розіграно через пандемію COVID-19, до участі в розіграші було допущено команду, яка зайняла 4-те місце в чемпіонаті. У 2022 році було прийнято рішення повернутися до попереднього одноматчевого формату.

## Розіграші
| Рік  | Дата            | Переможець         | Рахунок                  | Фіналіст           |
| 1995 | 9 жовтня 1995   | Єлімай             | 2:0                      | Восток             |
| 2008 | 2 березня 2008  | Актобе             | 2:0                      | Тобол              |
| 2009 | —               | —                  | —                        | —                  |
| 2010 | 14 березня 2010 | Актобе             | 2:0                      | Атирау             |
| 2011 | 2 березня 2011  | Локомотив          | 2:1                      | Тобол              |
| 2012 | 6 березня 2012  | Ордабаси           | 1:0                      | Шахтар (Караганда) |
| 2013 | 3 березня 2013  | Шахтар (Караганда) | 3:2 (дод.час)            | Астана             |
| 2014 | 9 березня 2014  | Актобе             | 1:0                      | Шахтар (Караганда) |
| 2015 | 1 березня 2015  | Астана             | 0:0 (дод.час) 3:2 (пен.) | Кайрат             |
| 2016 | 8 березня 2016  | Кайрат             | 0:0 (дод.час) 5:4 (пен.) | Астана             |
| 2017 | 4 березня 2017  | Кайрат             | 2:0                      | Астана             |
| 2018 | 4 березня 2018  | Астана             | 3:0                      | Кайрат             |
| 2019 | 3 березня 2019  | Астана             | 2:0                      | Кайрат             |
| 2020 | 29 лютого 2020  | Астана             | 1:0                      | Кайсар             |
| 2021 | 6 березня 2021  | Тобол              | 1:1 (дод.час) 5:4 (пен.) | Астана             |
| 2022 | 2 березня 2022  | Тобол              | 2:1                      | Кайрат             |
| 2023 | 25 лютого 2023  | Астана             | 2:1                      | Ордабаси           |
| 2024 | 25 лютого 2024  | Тобол              | 1:1 (дод.час) 5:4 (пен.) | Ордабаси           |
| 2025 | 22 лютого 2025  | Кайрат             | 2:0                      | Актобе             |

## Переможці та фіналісти
| Клуб               | Перемоги | Фінали | Переможні роки                     | Фінальні роки          |
| ------------------ | -------- | ------ | ---------------------------------- | ---------------------- |
| Астана             | 6        | 4      | 2011, 2015, 2018, 2019, 2020, 2023 | 2013, 2016, 2017, 2021 |
| Кайрат             | 3        | 4      | 2016, 2017, 2025                   | 2015, 2018, 2019, 2022 |
| Тобол (Костанай)   | 3        | 2      | 2021, 2022, 2024                   | 2008, 2011             |
| Актобе             | 3        | 1      | 2008, 2010, 2014                   | 2025                   |
| Шахтар (Караганда) | 1        | 2      | 2013                               | 2012, 2014             |
| Ордабаси           | 1        | 2      | 2012                               | 2023, 2024             |
| Єлімай             | 1        | 0      | 1995                               |                        |
| Атирау             | 0        | 1      |                                    | 2010                   |
| Кайсар             | 0        | 1      |                                    | 2020                   |
| Восток             | 0        | 1      |                                    | 1995                   |

|}